# ليكك
ليكك (بالفارسية: لیکک) هي مدينة تقع في إيران في قسم. يقدر عدد سكانها بـ 12,226 نسمة .